# Давид Амаро
Давид Декић (Јесенице, 3. август 1993), познат по псеудонимима Давид Гром и Давид Амаро је словеначки поп певач. Одрастао је на Бледу. Учествовао је у петој сезони словеначке верзије такмичења Твоје лице звучи познато, где је имитирао и Цецу.
Један је од ретких певача на Балкану који је отворено признао да је геј. Пева на словеначком и српском језику. Неке од његових песама на српском, попут Кренула прича и Кретен, експплицитно говоре о љубави између два мушкарца.

## Дискографија

### Као Давид Гром

#### Албуми
- Веш да мислим на те (2011)

#### Синглови
- Та љубезен (2006)[2]
- Веш да мислим на те (2009)
- Сакај ме (2009)
- Полна луна (2010)
- За ведно (2011)
- Нај пада здај деж (2011)
- Ен клиц стран (2012)
- Лепа си моја (2013)
- Динамит (2013)

### Као Давид Амаро

#### Синглови
- Free minds (2019) са Минлесом
- Реприза (2020)
- Рај (2020)
- Кренула прича (2020)
- Кад ти дотакнем усне (2020) са Инес Ербус
- Ше ведно си лепа (ЕМА 2022)[3][4]
- Још увек си лепа (2022)
- Баш је глупо бити сам (2022) са Инес Ербус[5]
- Кретен (2022)
- Уживам (2022)[6]